# فيدير فوفك
فيدير كيندراتوفيتش فوفك (بالأوكرانية: Федір Кіндратович Вовк)، (1847–1918) هو أنثروبولوجي أوكراني، وأمين المتحف الأثري في سانت بطرسبرغ.

## نبذة
تخرج فوفك من جامعة كييف في عام 1871. كان عضوا نشطا في جامعة كييف. من 1887 إلى 1905 عاش في باريس هربًا من الاضطهاد القيصري. حصل على دكتوراه في عام 1900، وفاز بجائزة جودار لأطروحته. في عام 1905، عاد إلى روسيا، حيث حصل، إلى جانب منصبه في متحف ألكسندر الثالث، على محاضرة في جامعة سانت بطرسبرغ. حصل على أستاذ في جامعة كييف عام 1917 لكنه توفي قبل أن يتمكن من التدريس.
وتعلق بحث فوفك بالدراسة الأنثروبولوجية للشعب الأوكراني. في ذلك جادل بأن الأوكرانيين يشكلون مجموعة منفصلة من السلاف ترتبط ارتباطًا وثيقًا بالسلاف الجنوبيين (العرق الديناري).